# Gerede
```

```

Gerede est une ville et un district de la province de Bolu dans la région de la mer Noire en Turquie.

## Géographie
Gerede est aujourd'hui une petite ville avec un certain nombre de tanneries et d'ateliers de cuir, mais même si une autoroute est proche, la ville se développe lentement, peut-être à cause du climat.
Le district de Gerede se trouve à l'est de Bolu, avec une superficie de 1255 km². Il est entouré par Kızılcahamam et Çamlıdere au sud-est, Çerkeş et Eskipazar au nord-est , Dörtdivan au sud-ouest, Mengen au nord et Yeniçağa à l'ouest.
Son relief et son climat se présentent sous la forme d'une plaine très rude et pluvieuse, entourée de montagnes couvertes de forêts sous la forme d'un terrain vallonné à une altitude moyenne de 1470 mètres. Le district est assez froid et les hivers durent 5-6 mois. Les plateaux de Gerede sont situés à 1600-1900 mètres d'altitude de la zone montagneuse du nord et à 1700-2200 mètres de celle du sud.
Abritant le parc naturel d'Esentepe, Gerede dispose également d'espaces sportifs forestiers parfaitement adaptés aux compétitions internationales de ski, de ski de fond et de cyclisme. 

## Histoire

### Antiquité
À l'époque romaine, la ville s’appelait Cratia ou Crateia (Κρατεία),, autrement appelée Flaviopolis ou Flavianopolis. Elle se situe en Bithynie et est incorporée dans la nouvelle province d'Honoriade à l'époque théodosienne. Elle devient le siège d'un diocèse qui depuis 1925 n'est plus qu'un siège titulaire.

### Période ottomane
Sous l'Empire ottoman, Gerede était une ville établie, relatée par le voyageur du XVIe siècle Evliya Çelebi qui a décrit une ville de 1 000 maisons et 10 mosquées, avec une base militaire.
À la fin du XIXe et au début du XXe siècle, Gerede faisait partie du vilayet de Kastamonu (province) de l'Empire ottoman.
Pour beaucoup le nom de Gerede évoque Hüsrev Gerede (tr), un compagnon clé d'Atatürk dans la guerre d'indépendance turque (de 1919-1922). Il reçut plus tard le nom de famille Gerede pour son succès à diriger la rébellion de la ville contre les forces d'occupation pendant ce conflit.

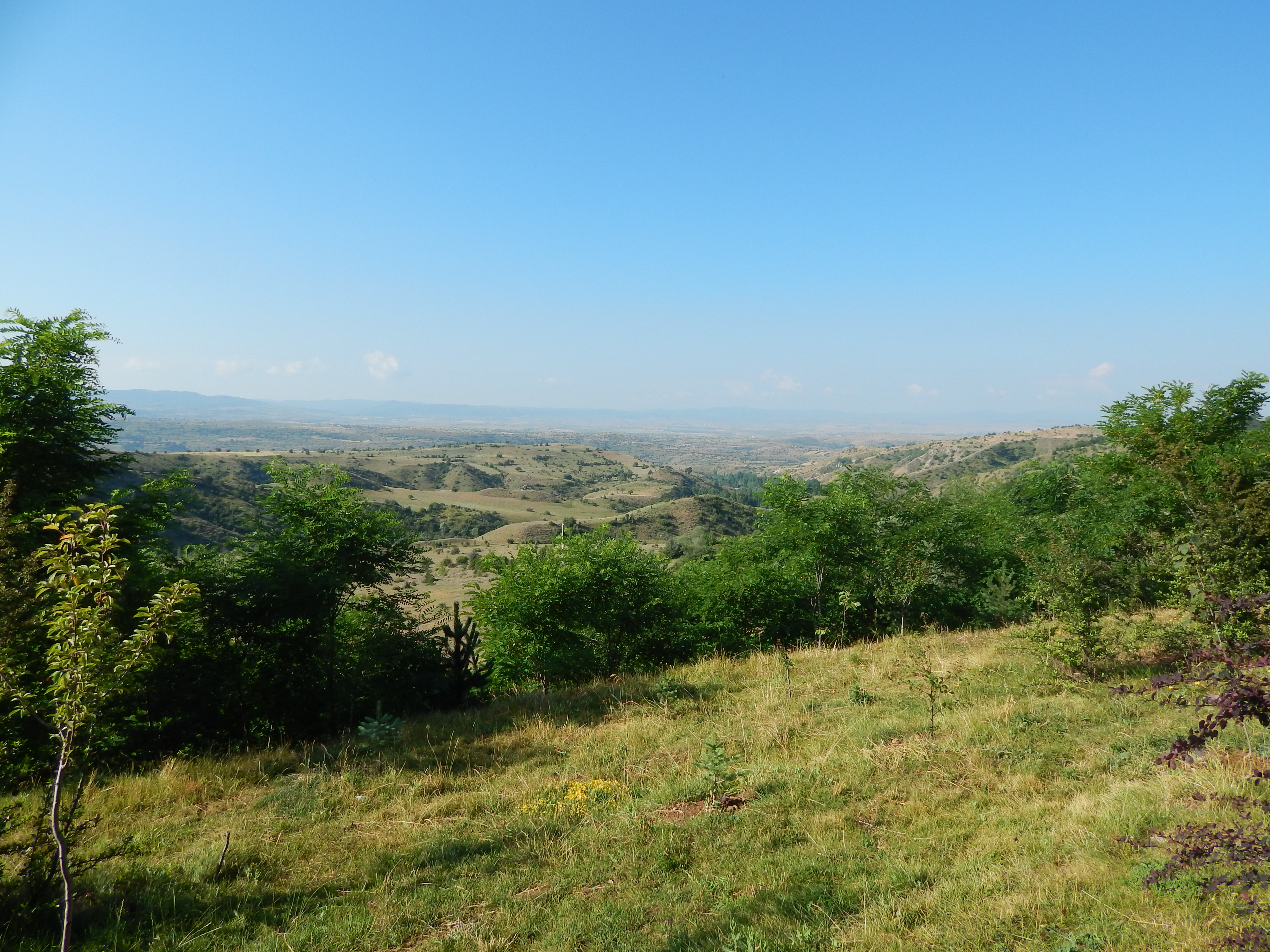
Paysage près du village d'Afşartarakçı.
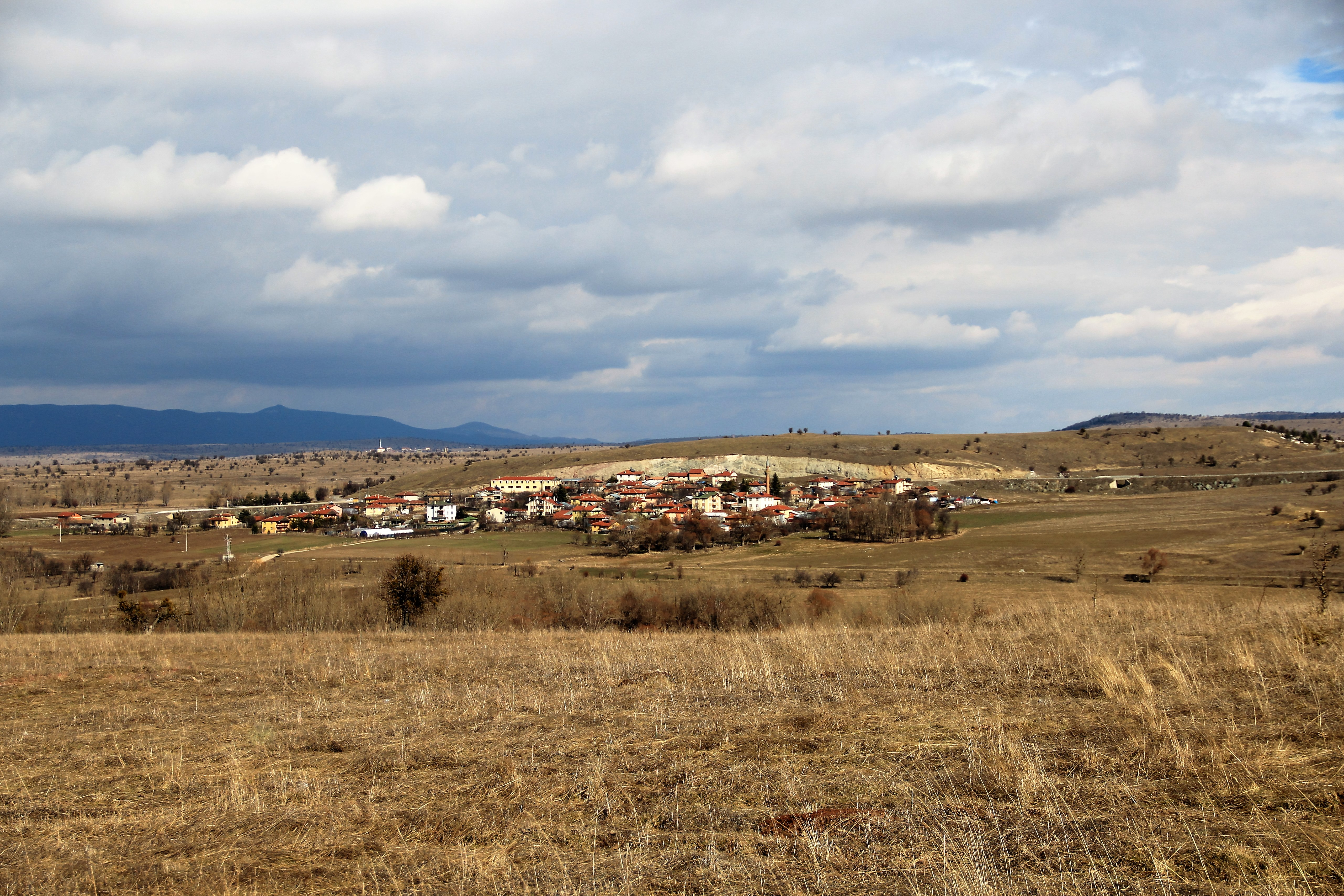
Village de Muratfakilar